# The Big Bang Theory (6.ª temporada)
A sexta temporada de The Big Bang Theory,teve início no dia 27 de Setembro de 2012 no canal CBS.

## Elenco
- Johnny Galecki - Leonard Hofstadter
- Jim Parsons - Sheldon Cooper
- Kaley Cuoco - Penny
- Simon Helberg - Howard Wolowitz
- Kunal Nayyar - Rajesh Koothrappali
- Mayim Bialik - Amy Farrah Fowler
- Melissa Rauch - Bernadette Rostenkowski-Wolowitz

## Episódios
| N.º na série | N.º na temp. | Título                                                                              | Dirigido por    | Escrito por | Exibição original       | Audiência EUA (milhões) |
| --- | ------------ | ----------------------------------------------------------------------------------- | --------------- | --- | ----------------------- | ----------------------- |
| 112 | 1            | "The Date Night Variable O variável encontro da noite"                              | Mark Cendrowski | História: Chuck Lorre, Eric Kaplan e Steve Holland Adaptação: Steven Molaro, Jim Reynolds e Maria Ferrari         | 27 de setembro de 2012  | 15.66                   |
| Howard fica entre sua mãe e Bernadette durante uma briga sobre onde o casal vai morar. Raj se sente sozinho, enquanto seus amigos estão comprometidos. |              |                                                                                     |                 | |                         |                         |
| 113 | 2            | "The Decoupling Fluctuation A dissociação de flutuação"                             | Mark Cendrowski | História: Chuck Lorre, Jim Reynolds e Maria Ferrari Adaptação: Steven Molaro, Eric Kaplan e Steve Holland         | 4 de outubro de 2012    | 15.18                   |
| Os astronautas da missão de Howard estão pregando peças nele. Amy conta a Sheldon que Penny quer terminar com Leonard, então ele tenta impedir. |              |                                                                                     |                 | |                         |                         |
| 114 | 3            | "The Higgs Boson Observation A observação do Bóson de Higgs"                        | Mark Cendrowski | História: Steve Holland, Steven Molaro e Dave Goetsch Adaptação: Chuck Lorre, Maria Ferrari e Jim Reynolds        | 11 de outubro de 2012   | 14.23                   |
| Amy fica com ciúmes da nova assistente de Sheldon, mas ela está mais interessada em Leonard. O retorno de Howard do espaço é atrasado uma semana e ele começa a perder a cabeça por causa disso. |              |                                                                                     |                 | |                         |                         |
| 115 | 4            | "The Re-Entry Minimization A minimização da re-entrada"                             | Mark Cendrowski | História: Bill Prady, Jim Reynolds e Anthony Del Broccolo Adaptação: Chuck Lorre, Steven Molaro e Eric Kaplan     | 18 de outubro de 2012   | 15.73                   |
| Howard fica chateado quando é recebido com pouca comemoração do seu retorno do espaço, mas em casa ele recebe uma surpresa maior. A noite de jogos se transforma numa grande batalha entre Sheldon e Penny. |              |                                                                                     |                 | |                         |                         |
| 116 | 5            | "The Holographic Excitation A excitação holográfica"                                | Mark Cendrowski | História: Chuck Lorre, Eric Kaplan e Jeremy Howe Adaptação: Steven Molaro, Steve Holland e Maria Ferrari          | 25 de outubro de 2012   | 15.82                   |
| Leonard seduz Penny com ciência, Howard não para de falar sobre o espaço, o grupo comemora o Halloween na loja de quadrinhos. |              |                                                                                     |                 | |                         |                         |
| 117 | 6            | "The Extract Obliteration O extrato da eliminação"                                  | Mark Cendrowski | História: Chuck Lorre, Bill Prady e Steve Holland Adaptação: Steven Molaro, Jim Reynolds e Eric Kaplan            | 1 de novembro de 2012   | 15.90                   |
| Um jogo ameaça o relacionamento de Sheldon com Stephen Hawking; Penny secretamente se inscreve para uma aula na faculdade. |              |                                                                                     |                 | |                         |                         |
| 118 | 7            | "The Habitation Configuration A configuração de habitação"                          | Mark Cendrowski | História: Chuck Lorre, Eric Kaplan e Jim Reynolds Adaptação: Steven Molaro, Steve Holland e Maria Ferrari         | 8 de novembro de 2012   | 16.68                   |
| Sheldon terá que resolver o mal entendido entre sua namorada, Amy, e seu agora amigo, Wil Wheaton. |              |                                                                                     |                 | |                         |                         |
| 119 | 8            | "The 43 Peculiarity A peculiaridade 43"                                             | Mark Cendrowski | História: Chuck Lorre, Dave Goetsch e Anthony Del Broccolo Adaptação: Steven Molaro, Jim Reynolds e Steve Holland | 15 de novembro de 2012  | 17.63                   |
| Wolowitz e Koothrappali começam a investigar porque Sheldon desaparece todo dia, às 14h45min. Enquanto isso, o ciúme surge no relacionamento de Leonard e Penny, por causa de um amigo da faculdade de Penny. |              |                                                                                     |                 | |                         |                         |
| 120 | 9            | "The Parking Spot Escalation A escala de muitos estacionamentos"                    | Peter Chakos    | História: Chuck Lorre, Eric Kaplan e Adam Faberman Adaptação: Steven Molaro, Steve Holland e Maria Ferrari        | 29 de novembro de 2012  | 17.25                   |
| A briga de Sheldon e Howard sobre uma vaga no estacionamento da universidade impacta toda a turma. |              |                                                                                     |                 | |                         |                         |
| 121 | 10           | "The Fish Guts Displacement A coragem de deslocamento do peixe"                     | Mark Cendrowski | História: Chuck Lorre, Bill Prady e Tara Hernandez Adaptação: Steven Molaro, Eric Kaplan e Jim Reynolds           | 6 de dezembro de 2012   | 16.94                   |
| Amy fica doente e Sheldon terá que testar suas habilidades como namorado para ajudá-la; Howard tenta impressionar o pai de Bernadette. |              |                                                                                     |                 | |                         |                         |
| 122 | 11           | "The Santa Simulation A simulação do Natal"                                         | Mark Cendrowski | História: Chuck Lorre, Eric Kaplan e Steve Holland Adaptação: Steven Molaro, Jim Reynolds e Maria Ferrari         | 13 de dezembro de 2012  | 16.77                   |
| Sheldon terá que enfrentar seu ponto de vista em relação ao Natal para poder jogar com os colegas; Penny, Amy e Bernadette tentam arrumar um encontro para Raj em um bar. |              |                                                                                     |                 | |                         |                         |
| 123 | 12           | "The Egg Salad Equivalency A equivalência de salada de ovo"                         | Mark Cendrowski | História: Chuck Lorre, Eric Kaplan e Jim Reynolds Adaptação: Steven Molaro, Bill Prady e Steve Holland            | 3 de janeiro de 2013    | 19.25                   |
| A assistente de Sheldon, Alex, convida Leonard para sair, o que acaba impactando todo o grupo, principalmente Raj. Leonard sente-se orgulhoso por ser alvo de duas garotas, mas Penny se sente insegura. |              |                                                                                     |                 | |                         |                         |
| 124 | 13           | "The Bakersfield Expedition A expedição Bakersfield"                                | Mark Cendrowski | História: Chuck Lorre, Jim Reynolds e Steve Holland Adaptação: Steven Molaro, Eric Kaplan e Maria Ferrari         | 10 de janeiro de 2013   | 20.00                   |
| Quando Sheldon, Leonard, Howard e Raj vão a uma convenção de quadrinhos, eles decidem fazer cosplay de seus personagens favoritos da série de TV. No entanto, quando o carro de Leonard é roubado, os quatro devem buscar ajuda. Enquanto isso, Penny, Bernadette e Amy, discutem sobre personagens de quadrinhos. |              |                                                                                     |                 | |                         |                         |
| 125 | 14           | "The Cooper-Kripke Inversion A inversão Cooper-Kripke"                              | Mark Cendrowski | História: Chuck Lorre, Eric Kaplan e Anthony Del Broccolo Adaptação: Steven Molaro, Jim Reynolds e Steve Holland  | 31 de janeiro de 2013   | 17.76                   |
| Depois que o chefe de sheldon anuncia que ele e seu inimigo kirpke devem trabalhar juntos, Sheldon entra em estado de panico com medo de Kripke roubar seu trabalho. Mas quando Sheldon le o trabalho de seu inimigo percebe que o trabalho dele esta melhor, e decide invertar uma desculpa para provar que seu trabalho não é melhor do que o dele. |              |                                                                                     |                 | |                         |                         |
| 126 | 15           | "The Spoiler Alert Segmentation A segmentação do alerta de Spoiler"                 | Mark Cendrowski | História: Chuck Lorre, Eric Kaplan e Steve Holland Adaptação: Steven Molaro, Maria Ferrari e Adam Faberman        | 07 de fevereiro de 2013 | 18.98                   |
| Leonard está cansando de Sheldon sempre contar as partes dos filmes e programas a ele, então eles tem uma briga e Leonard decide morar com Penny, que não acha isso uma boa ideia. Aproveitando da situação Amy decide morar com Sheldon no lugar de Leonard, e Sheldon também não acha uma boa ideia. Raj fica preso na casa da mãe de Howard. |              |                                                                                     |                 | |                         |                         |
| 127 | 16           | "The Tangible Affection Proof A prova de carinho tangível"                          | Mark Cendrowski | História: Chuck Lorre, Bill Prady e Steve Holland Adaptação: Steven Molaro, Jim Reynolds e Tara Hernandez         | 14 de fevereiro de 2013 | 17.89                   |
| No dia dos namorados, Leonard e Howard tem problemas com as suas namoradas, após o presente de Howard falhar ele pede a Leonard que convide ele também ao restaurante. Amy faz o dia dos namorados de Sheldon o que ele sempre sonhou. E Raj participa da festa que esta acontecendo na loja de quadrinhos dos solteiros. Nota: Esta é a 1º participação de Lucy, interpretada por Kate Minnuci, que apareceria mais vezes na série, se tornando a namorada de Raj. |              |                                                                                     |                 | |                         |                         |
| 128 | 17           | "The Monster Isolation A isolação do monstro"                                       | Mark Cendrowski | História: Chuck Lorre, Dave Goetsch e Maria Ferrari Adaptação: Steven Molaro, Eric Kaplan e Steve Holland         | 21 de fevereiro de 2013 | 17.62                   |
| Após a garota que Raj conheceu durante a festa de solteiro do dia dos namorados o dar um fora, ele decide ficar trancado no quarto sem falar com ninguém. Howard conseguiu o telefone dela, e logo depois deu o telefone dela ao Raj, que a viu ela de novo. E tentará provar a ela de que também ele não é normal. |              |                                                                                     |                 | |                         |                         |
| 129 | 18           | "The Contractual Obligation Implementation A implementação de obrigação contratual" | Mark Cendrowski | História: Chuck Lorre, Eric Kaplan e Steve Holland Adaptação: Steven Molaro, Jim Reynolds e Maria Ferrari         | 07 de março de 2013     | 17.63                   |
| Sheldon, Howard e Leonard são chamados pela universidade para dar aulas sobre ciências a uma escola em uma sala de garotas de 13 anos. Howard consegue ligar para sua antiga escola para aceitar ele e seus amigos. Até eles começarem a passar um pouco de vergonha durante a aula. |              |                                                                                     |                 | |                         |                         |
| 130 | 19           | "The Closet Reconfiguration A reconfiguração do armário"                            | Anthony Rich    | História: Chuck Lorre, Jim Reynolds e Maria Ferrari Adaptação: Steven Molaro, Steve Holland e Eric Kaplan         | 14 de março de 2013     | 15.90                   |
| Durante um jantar, Sheldon acha uma carta sobre o passado do pai de Howard. |              |                                                                                     |                 | |                         |                         |
| 131 | 20           | "The Tenure Torbulance A turbulência de posse"                                      | Mark Cendrowski | História: Steven Molaro, Eric Kaplan e Maria Ferrari Adaptação: Chuck Lorre, Steve Holland e Jim Reynolds         | 04 de abril de 2013     | 17.24                   |
| Os meninos descobrem que podem ter estabilidade no emprego, além do aumento de salário, então, começam a disputar para ver quem vai ficar com o novo cargo, cada uma à sua maneira. |              |                                                                                     |                 | |                         |                         |
| 132 | 21           | "The Closure Alternative A alternativa de encerramento"                             | Mark Cendrowski | História: Chuck Lorre, Bill Prady e Tara Hernandez Adaptação: Steven Molaro, Jim Reynolds e Steve Holland         | 25 de abril de 2013     | 15.05                   |
| Sheldon se vê perdido após o cancelamento de uma das suas séries favoritas Alphas sem ter uma conclusão e Amy tenta ajuda-lo. |              |                                                                                     |                 | |                         |                         |
| 133 | 22           | "The Proton Resurgence O ressurgimento do Próton"                                   | Mark Cendrowski | História: Chuck Lorre, Jim Reynolds e Steve Holland Adaptação: Steven Molaro, Eric Kaplan e Maria Ferrari         | 02 de maio de 2013      | 16.29                   |
| Quando Sheldon e Leonard descobrem que seu cientista de TV favorito, "Professor Proton", está disponível para festas de aniversário infantis, Sheldon o contrata para uma apresentação privada. |              |                                                                                     |                 | |                         |                         |
| 134 | 23           | "The Love Spell Potential O potencial da poção do amor"                             | Anthony Rich    | História: Chuck Lorre, Jim Reynolds e Maria Ferrari Adaptação: Steven Molaro, Eric Kaplan e Steve Holland         | 09 de maio de 2013      | 16.30                   |
| As meninas jogam Dungeons & Dragons com os caras, enquanto Raj vai em outro encontro com Lucy. Amy começa a questionar onde seu relacionamento com Sheldon está indo. |              |                                                                                     |                 | |                         |                         |
| 135 | 24           | "The Bon Voyage Reaction A reação da boa viagem"                                    | Mark Cendrowski | História: Steven Molaro, Steve Holland e Tara Hernandez Adaptação: Chuck Lorre, Jim Reynolds e Maria Ferrari      | 16 de maio de 2013      | 15.48                   |
| Leonard recebe uma nova oportunidade de emprego para trabalhar no exterior para o verão, que surpreende Penny e Sheldon. Raj teme que Lucy pode não gostar de seus amigos e tenta mover o seu relacionamento em uma nova direção. |              |                                                                                     |                 | |                         |                         |

´